# 牧羊村站
牧羊村站是一个成昆线上的铁路车站，位于云南省昆明市安宁市温泉街道牧羊村，建于1966年，邮政编码为650307。
牧羊村站目前为五等站，隶属昆明铁路局广通车务段管辖，西距广通站114公里，成都站1061公里，东距昆明站39公里。该站不办理客运业务；行李、包裹托运；货运：办理整车货物发到。